# Kunal Nayyar
Kunal Nayyar (Hindi: कुणाल नैयर; Londra, 30 aprile 1981) è un attore britannico con cittadinanza indiana.
È conosciuto principalmente per l'interpretazione di Raj Koothrappali nella sitcom della CBS The Big Bang Theory.

## Biografia
Nayyar è nato a Londra, in Inghilterra, ma è cresciuto a New Delhi, in India. Ha studiato presso la St. Columba's School a New Delhi, dove giocava a badminton per la squadra della scuola. Nel 1999 si trasferì negli Stati Uniti per conseguire un diploma di Scienza in Commercio presso la University of Portland. Mentre studiava per la laurea, cominciò a prendere lezioni di recitazione e apparve in numerose recite scolastiche. Dopo aver partecipato all'American College Theater Festival, decise di diventare un attore professionista. Successivamente entrò nella Temple University dove ricevette un diploma di Belle Arti in Recitazione.
Nel 2002 ottenne il dottorato in lettere umane presso la University of Portland. 
Dopo la laurea, Nayyar trovò lavoro facendo pubblicità televisive negli Stati Uniti e spettacoli di teatro a Londra. Ricevette attenzioni per la prima volta negli USA per il suo ruolo in una produzione West Coast di Rajiv Joseph del 2006, Huck & Holden, dove interpretava un indiano in studio all'estero ansioso di sperimentare la cultura americana prima di tornare in patria. Sempre nel 2006, Nayyar si unì ad Arun Das nella scrittura dello spettacolo Cotton Candy, che fu premiato a Nuova Delhi con recensioni positive. In seguito fece un'apparizione come guest star nella fiction CBS NCIS - Unità anticrimine nell'episodio Sospetti in cui interpretava Youssef Zidan, un terrorista iracheno. Il suo agente sentì di un ruolo nei panni di uno scienziato per un episodio pilota di una nuova serie CBS e lo incoraggiò a partecipare al provino. Questo portò alla sua entrata nel cast di The Big Bang Theory, dove ha interpretato fino al 2019 il ruolo dell'astrofisico Raj Koothrappali.
Nel 2011 ha presentato lo show Tribute to Nerds insieme a Simon Helberg e il festival comico Just for Laughs.
Nel 2022 recita nella serie Suspicion.

## Vita privata
Nayyar ha sposato la vincitrice del 2006 del premio Miss India, Neha Kapur, nel dicembre 2011.

## Filmografia

### Attore

#### Cinema
- S.C.I.E.N.C.E, regia di Jordan Noce (2004)
- The Scribbler, regia di John Suits (2014)
- Dr. Cabbie, regia di Jean-François Pouliot (2014)
- Consumed, regia di Daryl Wein (2015)
- Sweetness in the Belly, regia di Zeresenay Mehari (2019)
- Think Like a Dog, regia di Gil Junger (2020)
- Spaceman, regia di Johan Renck (2024)
- Come far innamorare Billy Walsh (How to Date Billy Walsh), regia di Alex Pillai (2024)

#### Televisione
- NCIS - Unità anticrimine (NCIS) – serie TV, episodio 4x12 (2007) non accreditato
- The Late Late Show with Craig Ferguson – serie TV, 1 episodio (2010)
- The Big Bang Theory – serie TV, 279 episodi (2007-2019) – Raj Koothrappali
- Sullivan & Son – serie TV, 2 episodi (2013-2014)
- The Mindy Project – serie TV, 1 episodio (2015)
- Criminal: Regno Unito (Criminal: UK) – serie TV, episodio 2x04 (2020)
- Suspicion – serie TV, 8 episodi (2022)
- Giudice di notte (Night Court) — serie TV, episodio 2x23 (2024)

### Doppiatore
- L'era glaciale 4 - Continenti alla deriva (Ice Age: Continental Drift) (2012) - Gandhali
- Sanjay and Craig, serie TV, 29 episodi (2013-2016) - Vijay Patel
- Trolls, regia di Mike Mitchell e Walt Dohrn (2016) - Guy Diamante
- L'era glaciale - La grande caccia alle uova (Ice Age: The Great Egg-Scapade) (2016) - Gupta
- Trolls - Missione vacanze (Trolls Holiday), regia di Joel Crawford (2017) - Guy Diamante
- Trolls World Tour, regia di Walt Dohrn (2020) - Guy Diamante
- Trolls - Buone feste in armonia (Trolls: Holiday in Harmony), regia di Sean Charmatz e Tim Heitz (2021) - Guy Diamante

## Doppiatori italiani
Nelle versioni in italiano delle opere in cui ha recitato, Kunal Nayyar è stato doppiato da:
- Gabriele Sabatini in Suspicion, Spaceman
- Alessio Buccolini in The Big Bang Theory
- Franco Mannella in Criminal: Regno Unito

Da doppiatore è sostituito da:
- Stefano Thermes in Sanjay and Craig, Trolls, Trolls World Tour, Trolls 3 - Tutti insieme